# Veronica pentasepala
Veronica pentasepala är en grobladsväxtart som först beskrevs av Lucy Beatrice Moore, och fick sitt nu gällande namn av Garn.-jones. Veronica pentasepala ingår i släktet veronikor, och familjen grobladsväxter. Inga underarter finns listade i Catalogue of Life.